# Аубари (оазис)
Аубари, Убари (араб. أوباري‎) — оазис на юго-западе Ливии, муниципалитет Вади-эль-Хаят. Наряду с Гатом является важным центром туарегов конфедерации Кель Адджер.

## География

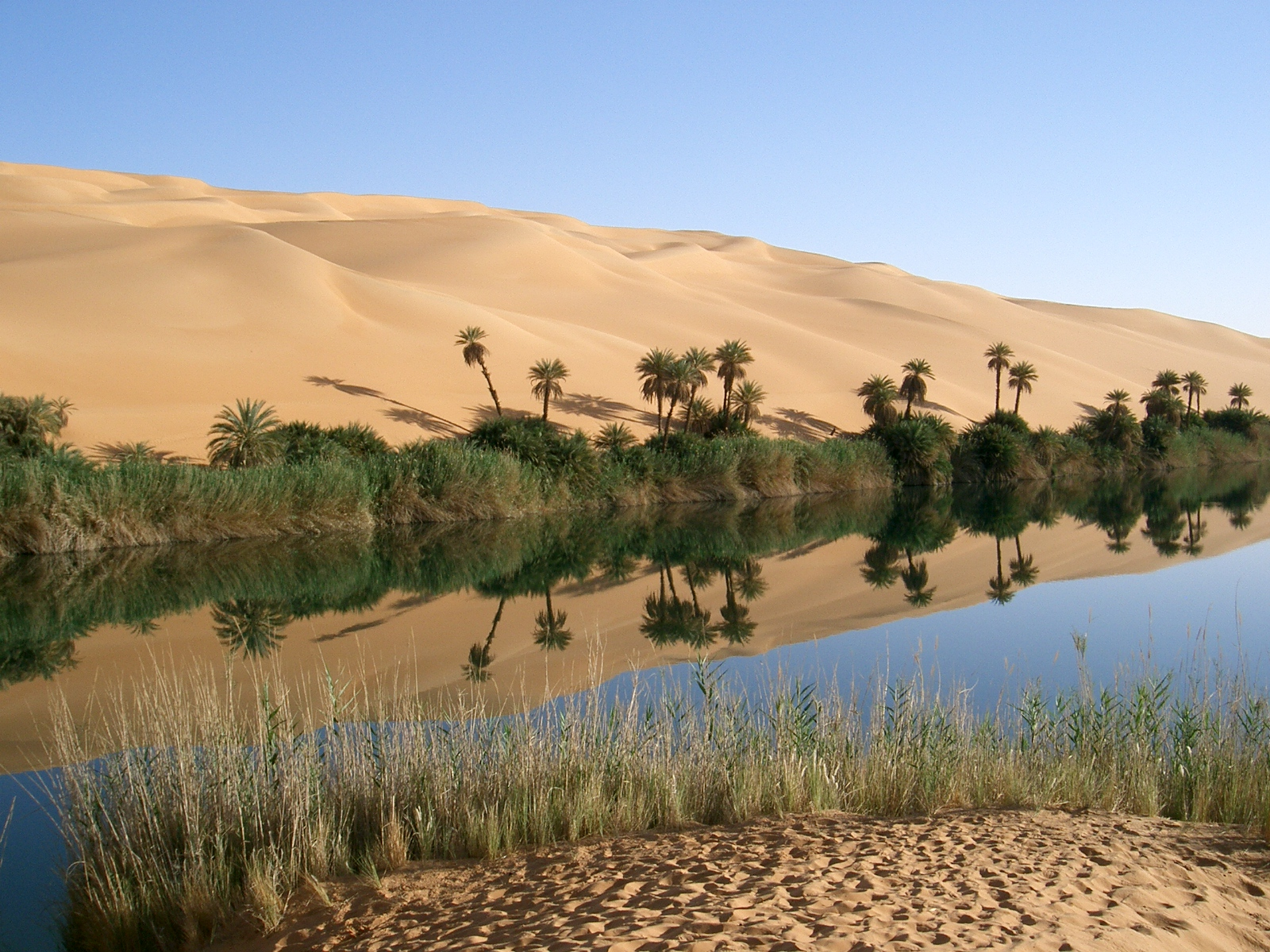
Солёное озеро Умм-эль-Ма

Оазис Аубари лежит между песчаными дюнами пустыни Аубари, в долине Тарга[где?], и включает в себя ряд солёных озёр. По содержанию соли вода озёр близка к Мёртвому морю. На сегодняшний день сохранилось 11 озёр, крупнейшим из которых является Умм-эль-Ма. Озера оазиса постепенно высыхают. Так, некоторые озёра, например Мандара, наполняется водой только зимой и не каждый год.

## Экономика
Население живёт преимущественно кочевым скотоводством, что является традиционным занятием для населяющих оазис туарегов. В озёрах ведётся добыча соли.